# Sandy van Baal
Sandy van Baal (* 11. September 1977 in Waren (Müritz)) ist eine deutsche Politikerin (FDP) und seit 2021 Abgeordnete im Landtag von Mecklenburg-Vorpommern.
Sandy van Baal wuchs an der Mecklenburgischen Seenplatte auf. Sie ist als selbständige Kauffrau in der Tourismusbranche tätig.
Sandy van Baal ist Schriftführerin im Kreisverband Landkreis Rostock ihrer Partei. Bei der Landtagswahl in Mecklenburg-Vorpommern 2021 kandidierte sie als Direktkandidatin im Landtagswahlkreis Landkreis Rostock III sowie auf Platz 3 der Landesliste der FDP. Über die Landesliste erhielt sie ein Landtagsmandat.
Am 27. April 2025 trat sie aus der FDP-Landtagsfraktion Mecklenburg-Vorpommern aus, die damit ihre Fraktionsstärke verlor. Sie blieb jedoch Parteimitglied.
Im Juli 2025 sorgte ein Besuch van Baals bei einem Sommerfest der Alternative für Deutschland in Schorssow für überregionale Aufmerksamkeit.